# Fort Yawuh
Fort Yawuh från 1973 är ett livealbum med Keith Jarretts ”American Quartet” utökad med slagverkaren Danny Johnson. Albumet spelades in i februari 1973 på jazzklubben Village Vanguard i New York.

## Låtlista
All musik är skriven av Keith Jarrett.
1. (If the) Misfits (Wear It) – 13:15
2. Fort Yawuh – 18:22
3. De Drums – 12:10
4. Still Life, Still Life – 8:38
5. Roads Traveled, Roads Veiled – 20:36

Spår 5 är ett bonusspår på cd–utgåvan. Det finns ursprungligen på Impulse! Artists on Tour (Impulse! AS-9264).

## Medverkande
- Keith Jarrett – piano, sopransaxofon (spår 1, 5), tamburin
- Dewey Redman – tenorsaxofon, suona (spår 2), klarinett (spår 5)
- Charlie Haden – bas
- Paul Motian – trummor, slagverk
- Danny Johnson – slagverk